# エヴァンジェリスタ (映画)
『エヴァンジェリスタ』（原題：Blessed）は、2004年に公開された、イギリスの映画作品。日本では『エヴァンジェリスタ 悪魔受胎』という題名でソフト版が販売された。
デヴィッド・ヘミングスは本作の撮影中に心臓発作で急死、これが遺作となった。

## あらすじ
サマンサとクレイグの夫妻の仲は良かったが、なかなか子供ができなかった。
ある日、彼女は不妊治療を受けた。彼女の担当医であるリーズは、2人に無断で謎の血液サンプルを用いて受精卵のDNA操作を行った。
懐妊に喜ぶサマンサだったが、のちにおなかの子の秘密を知り、戦慄した。

## キャスト
| 役名                  | 俳優                     | 日本語吹替 |
| --------------------- | ------------------------ | ---------- |
| サマンサ・ハワード    | ヘザー・グレアム         | 田中敦子   |
| クレイグ・ハワード    | ジェームズ・ピュアフォイ | 家中宏     |
| カーロ神父            | アンディ・サーキス       | 中庸助     |
| アール・シドニー      | デヴィッド・ヘミングス   | 楠見尚己   |
| リーズ医師            | デボラ・ウェストン       | 塩田朋子   |
| J・ロイド・サミュエル | フィオヌラ・フラナガン   | 谷育子     |
| ベティ                | ステラ・スティーヴンス   | 喜田あゆ美 |
| ローマン医師          | マイケル・J・レイノルズ  | 石住昭彦   |
| ラウンダーデイル刑事  | ウィリアム・フットキンス |            |

- その他の声の吹き替え：高瀬右光／笹森亜希／橘凛／新垣樽助／船木真人／藤本教子／久嶋志帆